# 氯亚甲基三苯基磷烷
氯亚甲基三苯基磷烷是一种有机磷化合物，化学式为(C6H5)3P=CHCl。它是白色固体，通常在制得后直接原位用于有机合成。它可由季𬭸盐[Ph3PCH2Cl]Cl（由三苯基膦和氯碘甲烷反应得到）和强碱反应制得。
它可以将醛转化为氯乙烯基化合物：
RCHO  +  Ph3P=CHCl  →  RCH=CHCl  +  Ph3PO
得到的氯乙烯化合物通过脱卤反应可用于制备炔烃：
RCH=CHCl  +  NaN(SiMe3)2  →  RC≡CH  +  NaCl  +  HN(SiMe3)2